# Zuqaqip
Zuqaqip de Kish fue el noveno rey sumerio de la primera dinastía de Kish (después de ca. 2900 BC), según la Lista Real Sumeria. Su nombre significa "Escorpión".